# ウルバヌス5世 (ローマ教皇)
ウルバヌス5世（Urbanus V、1310年 - 1370年12月19日）は、アヴィニョン捕囚の時期のローマ教皇（在位：1362年 - 1370年）。

## 生涯
フランス出身の貴族で、本名はギヨーム・ド・グリモアール（Guillaume de Grimoald）。1342年、モンペリエ法科大学において教会法ドクトルの学位を取得した。サン・ジェルマン修道院長などを経て、1362年に教皇に選出される。百年戦争の時期で次第にフランスも不穏な状況になってきたことや、ローマへの帰還要請があり、1367年にローマへ教皇庁を移す。スウェーデンのビルギッタが訪問して来たのもローマ滞在期である。
しかしローマが予想以上に荒廃していたこともあって、アヴィニョンを懐かしがり、1370年にアヴィニョンに戻り、間もなく死去した。
後に福者に列せられる。